# Gran Premio di San Marino 2000
Il Gran Premio di San Marino 2000 è stato un Gran Premio di Formula 1 disputato il 9 aprile 2000 all'Autodromo Enzo e Dino Ferrari di Imola. Vincitore della gara fu Michael Schumacher su Ferrari, davanti a Mika Häkkinen e David Coulthard su McLaren - Mercedes.

## Vigilia

### Aspetti sportivi
Prima della gara Eddie Irvine e Heinz-Harald Frentzen festeggiarono la centesima partecipazione ad un Gran Premio di Formula 1.
In quest'occasione, la Rai trasmise la diretta della gara senza la telecronaca di Gianfranco Mazzoni ed Ivan Capelli a causa di un improvviso sciopero giornalistico.

### Aspetti tecnici
L'attenzione delle scuderie si concentrò principalmente sull'impianto frenante, particolarmente sollecitato sul circuito di Imola. La Ferrari non ripropose, quindi, i dischi alleggeriti da qualifica utilizzati in Brasile, pur avendoli provati nella sessione di libere del sabato mattina. Inoltre, la Sauber portò in pista una versione rivista dell'alettone posteriore, i cui cedimenti erano risultati nella mancata partecipazione della squadra svizzera al precedente Gran Premio del Brasile.

## Prove libere

### Risultati
I tempi migliori della prima sessione di prove libere di venerdì furono i seguenti:
| Pos | No | Pilota             | Costruttore        | Tempo    |
| --- | -- | ------------------ | ------------------ | -------- |
| 1   | 3  | Michael Schumacher | Ferrari            | 1'27"270 |
| 2   | 2  | David Coulthard    | McLaren - Mercedes | 1'27"478 |
| 3   | 7  | Eddie Irvine       | Jaguar - Cosworth  | 1'28"566 |

I tempi migliori della seconda sessione di prove libere di venerdì furono i seguenti:
| Pos | No | Pilota                | Costruttore          | Tempo    |
| --- | -- | --------------------- | -------------------- | -------- |
| 1   | 4  | Rubens Barrichello    | Ferrari              | 1'27"317 |
| 2   | 2  | David Coulthard       | McLaren - Mercedes   | 1'27"372 |
| 3   | 5  | Heinz-Harald Frentzen | Jordan - Mugen Honda | 1'27"730 |

I tempi migliori della sessione di prove libere di sabato mattina furono i seguenti:
| Pos | No | Pilota             | Costruttore        | Tempo    |
| --- | -- | ------------------ | ------------------ | -------- |
| 1   | 1  | Mika Häkkinen      | McLaren - Mercedes | 1'24"973 |
| 2   | 3  | Michael Schumacher | Ferrari            | 1'25"085 |
| 3   | 2  | David Coulthard    | McLaren - Mercedes | 1'25"090 |

## Qualifiche

### Resoconto
Le qualifiche furono caratterizzate da un serrato confronto tra Mika Häkkinen e Michael Schumacher. Il pilota finlandese della McLaren scavalcò in graduatoria il ferrarista all'ultimo tentativo a sua disposizione e si aggiudicò la terza pole position consecutiva in stagione. Häkkinen fu favorito anche da un errore del rivale, che nel suo giro migliore attivò inavvertitamente il limitatore di velocità alla curva Rivazza, compromettendo la propria prestazione.
La seconda fila fu occupata da David Coulthard e Rubens Barrichello. Il pilota brasiliano fece segnare la propria migliore prestazione mentre in pista erano esposte le bandiere gialle, in conseguenza della rottura del motore verificatasi sulla Williams - BMW di Ralf Schumacher, ma i commissari di gara, verificati i suoi intertempi, decisero di non penalizzarlo. Proprio Ralf Schumacher, nonostante il guasto al propulsore, fece segnare il quinto tempo, precedendo Heinz-Harald Frentzen, Eddie Irvine e Jarno Trulli.
Dopo il podio di Interlagos Giancarlo Fisichella non riuscì a ripetersi e, complice una scelta errata di pneumatici, si qualificò solo diciannovesimo.

### Risultati
| Pos | No | Pilota                | Costruttore          | Tempo    | Distacco |
| --- | -- | --------------------- | -------------------- | -------- | -------- |
| 1   | 1  | Mika Häkkinen         | McLaren - Mercedes   | 1'24"714 |          |
| 2   | 3  | Michael Schumacher    | Ferrari              | 1'24"805 | +0"091   |
| 3   | 2  | David Coulthard       | McLaren - Mercedes   | 1'25"014 | +0"300   |
| 4   | 4  | Rubens Barrichello    | Ferrari              | 1'25"242 | +0"528   |
| 5   | 9  | Ralf Schumacher       | Williams - BMW       | 1'25"871 | +1"157   |
| 6   | 5  | Heinz-Harald Frentzen | Jordan - Mugen Honda | 1'25"892 | +1"178   |
| 7   | 7  | Eddie Irvine          | Jaguar - Cosworth    | 1'25"929 | +1"215   |
| 8   | 6  | Jarno Trulli          | Jordan - Mugen Honda | 1'26"002 | +1"288   |
| 9   | 22 | Jacques Villeneuve    | BAR - Honda          | 1'26"124 | +1"410   |
| 10  | 16 | Pedro Diniz           | Sauber - Petronas    | 1'26"238 | +1"524   |
| 11  | 12 | Alexander Wurz        | Benetton - Playlife  | 1'26"281 | +1"567   |
| 12  | 17 | Mika Salo             | Sauber - Petronas    | 1'26"336 | +1"622   |
| 13  | 18 | Pedro de la Rosa      | Arrows - Supertec    | 1'26"349 | +1"635   |
| 14  | 23 | Ricardo Zonta         | BAR - Honda          | 1'26"814 | +1"635   |
| 15  | 14 | Jean Alesi            | Prost - Peugeot      | 1'26"824 | +2"110   |
| 16  | 19 | Jos Verstappen        | Arrows - Supertec    | 1'26"845 | +2"131   |
| 17  | 8  | Johnny Herbert        | Jaguar - Cosworth    | 1'27"051 | +2"337   |
| 18  | 10 | Jenson Button         | Williams - BMW       | 1'27"135 | +2"421   |
| 19  | 11 | Giancarlo Fisichella  | Benetton - Playlife  | 1'27"253 | +2"539   |
| 20  | 21 | Gastón Mazzacane      | Minardi - Fondmetal  | 1'28"161 | +3"447   |
| 21  | 20 | Marc Gené             | Minardi - Fondmetal  | 1'28"333 | +3"619   |
| 22  | 15 | Nick Heidfeld         | Prost - Peugeot      | 1'28"361 | +3"647   |

## Warm up

### Risultati
I tempi migliori fatti segnare nel warm up di domenica mattina furono i seguenti:
| Pos | No | Pilota             | Costruttore        | Tempo    |
| --- | -- | ------------------ | ------------------ | -------- |
| 1   | 1  | Mika Häkkinen      | McLaren - Mercedes | 1'27"418 |
| 2   | 2  | David Coulthard    | McLaren - Mercedes | 1'27"475 |
| 3   | 3  | Michael Schumacher | Ferrari            | 1'27"620 |

## Gara

### Resoconto
Alla partenza Häkkinen ebbe un buono scatto e mantenne la prima posizione, mentre Michael Schumacher, partito molto male, fu costretto a stringere Coulthard ed il fratello Ralf verso l'esterno della pista per mantenere la propria posizione. Ne approfittò Barrichello, che sopravanzò il pilota scozzese della McLaren. Dietro ai primi quattro si inserì Villeneuve, partito benissimo dalla quinta fila; seguivano Trulli, Frentzen, Irvine e Ralf Schumacher. Häkkinen e Schumacher guadagnarono rapidamente un buon margine sul resto del gruppo, mentre Barrichello bloccava Coulthard.
Al quarto giro Frentzen si ritirò per problemi al cambio; fu l'unica variazione di rilievo nelle prime posizioni, che per il resto rimasero uguali fino alla prima serie di pit stop.
Al 27º giro, Häkkinen e Schumacher rientrarono insieme ai box e il finlandese mantenne la testa della corsa; anche Barrichello riuscì a tenere dietro, seppure di pochissimo, il ben più veloce Coulthard. Al 45º giro Ralf Schumacher, in lotta con Villeneuve per la quinta posizione, si ritirò, cedendo il sesto posto a Salo; dietro il finlandese si aprì un duello tra Irvine e Trulli per il settimo posto.
Nel frattempo cominciò la seconda serie di soste dei piloti di testa, decisiva per l'esito della gara: dopo il rifornimento di Häkkinen al 44º passaggio, Schumacher aumentò il proprio ritmo, riuscendo a tornare in pista davanti al rivale dopo la sua sosta, avvenuta quattro tornate più tardi. La stessa mossa riuscì anche a Coulthard nei confronti di Barrichello. Non ci furono ulteriori cambiamenti e i quattro arrivarono al traguardo in queste posizioni; quinto giunse Villeneuve, seguito da Salo, che portò il primo punto stagionale alla Sauber. Trulli si ritirò a due giri dalla fine, cedendo il settimo posto a Irvine. Fisichella non riuscì a ripetere il podio di Interlagos, chiudendo solo undicesimo.

### Risultati
| Pos      | No | Pilota                | Costruttore          | Giri | Tempo/Ritiro e posizione al ritiro | Partenza | Punti |
| -------- | -- | --------------------- | -------------------- | ---- | ---------------------------------- | -------- | ----- |
| 1        | 3  | Michael Schumacher    | Ferrari              | 62   | 1h31'39"776                        | 2        | 10    |
| 2        | 1  | Mika Häkkinen         | McLaren - Mercedes   | 62   | +1"168                             | 1        | 6     |
| 3        | 2  | David Coulthard       | McLaren - Mercedes   | 62   | +51"008                            | 3        | 4     |
| 4        | 4  | Rubens Barrichello    | Ferrari              | 62   | +1'29"276                          | 4        | 3     |
| 5        | 22 | Jacques Villeneuve    | BAR - Honda          | 61   | + 1 giro                           | 9        | 2     |
| 6        | 17 | Mika Salo             | Sauber - Petronas    | 61   | + 1 giro                           | 12       | 1     |
| 7        | 7  | Eddie Irvine          | Jaguar - Cosworth    | 61   | + 1 giro                           | 7        |       |
| 8        | 16 | Pedro Diniz           | Sauber - Petronas    | 61   | + 1 giro                           | 10       |       |
| 9        | 12 | Alexander Wurz        | Benetton - Playlife  | 61   | + 1 giro                           | 11       |       |
| 10       | 8  | Johnny Herbert        | Jaguar - Cosworth    | 61   | + 1 giro                           | 17       |       |
| 11       | 11 | Giancarlo Fisichella  | Benetton - Playlife  | 61   | + 1 giro                           | 19       |       |
| 12       | 23 | Ricardo Zonta         | BAR - Honda          | 61   | + 1 giro                           | 14       |       |
| 13       | 21 | Gastón Mazzacane      | Minardi - Fondmetal  | 60   | + 2 giri                           | 20       |       |
| 14       | 18 | Jos Verstappen        | Arrows - Supertec    | 59   | + 3 giri                           | 16       |       |
| 15       | 6  | Jarno Trulli          | Jordan - Mugen Honda | 58   | Cambio                             | 8        |       |
| Ritirato | 18 | Pedro de la Rosa      | Arrows - Supertec    | 49   | Sospensione                        | 13       |       |
| Ritirato | 9  | Ralf Schumacher       | Williams - BMW       | 45   | Pressione benzina                  | 5        |       |
| Ritirato | 14 | Jean Alesi            | Prost - Peugeot      | 25   | Acceleratore                       | 15       |       |
| Ritirato | 15 | Nick Heidfeld         | Prost - Peugeot      | 22   | Impianto idraulico                 | 22       |       |
| Ritirato | 10 | Jenson Button         | Williams - BMW       | 5    | Motore                             | 18       |       |
| Ritirato | 20 | Marc Gené             | Minardi - Fondmetal  | 5    | Incidente                          | 21       |       |
| Ritirato | 6  | Heinz-Harald Frentzen | Jordan - Mugen Honda | 4    | Cambio                             | 6        |       |

## Classifiche

### Piloti
| Pos. | Pilota                | Punti |
| ---- | --------------------- | ----- |
| 1    | Michael Schumacher    | 30    |
| 2    | Rubens Barrichello    | 9     |
| 3    | Giancarlo Fisichella  | 8     |
| 4    | Mika Häkkinen         | 6     |
| 4    | Ralf Schumacher       | 6     |
| 6    | Jacques Villeneuve    | 5     |
| 7    | David Coulthard       | 4     |
| 7    | Heinz-Harald Frentzen | 4     |
| 9    | Jarno Trulli          | 3     |
| 10   | Mika Salo             | 1     |
| 10   | Ricardo Zonta         | 1     |
| 10   | Jenson Button         | 1     |

### Costruttori
| Pos. | Team                 | Punti |
| ---- | -------------------- | ----- |
| 1    | Ferrari              | 39    |
| 2    | McLaren - Mercedes   | 10    |
| 3    | Benetton - Playlife  | 8     |
| 4    | Williams - BMW       | 7     |
| 4    | Jordan - Mugen Honda | 7     |
| 6    | BAR - Honda          | 6     |
| 7    | Sauber - Petronas    | 1     |